# Henry Johnson (Film)
Henry Johnson ist ein Filmdrama von David Mamet. Der Kriminalfilm/Gefängnisfilm mit Evan Jonigkeit, Shia LaBeouf und Chris Bauer basiert auf dem gleichnamigen Theaterstück des Regisseurs und soll im Mai 2025 in die US-Kinos kommen.

## Handlung
Ein Mann teilt sich eine Gefängniszelle mit dem Anwalt Henry Johnson, der wegen illegaler Aktivitäten hinter Gittern sitzt.

## Produktion

### Filmstab und Besetzung
Regie führte David Mamet. Der Film basiert auf seinem gleichnamigen Theaterstück, das 2023 uraufgeführt wurde. Zu seinen bekannteren früheren Arbeiten als Filmregisseur gehören der Thriller Haus der Spiele, in dem seine damalige Ehefrau Lindsay Crouse in der Hauptrolle zu sehen war, Die unsichtbare Falle und Heist – Der letzte Coup mit Gene Hackman und Danny DeVito in den Hauptrollen.
Shia Laboeuf spielt den Zellengenossen der Titelfigur, eines Anwalts, der wegen illegaler Aktivitäten hinter Gittern sitzt. Weiter auf der Besetzungsliste finden sich Chris Bauer, Dominic Hoffman und Evan Jonigkeit, der bei Henry Johnson gemeinsam mit Lije Sarki auch als Produzent in Erscheinung tritt.

### Filmmusik, Marketing und Veröffentlichung
Die Filmmusik komponierte Jay Wadley, zu dessen bekannteren Arbeiten Driveways, I Carry You With Me, Schwanengesang, Fire Island und Loyal Friend gehören.
Der erste Trailer wurde Mitte April 2025 vorgestellt. Am 9. Mai 2025 soll der Film in die US-Kinos kommen und wird am gleichen Tag als Video-on-Demand angeboten.